# Фунабаши
Фунабаши е град в префектура Чиба, Централна Япония. Населението му е 635 947 жители (по приблизителна оценка от октомври 2018 г.), (1 февруари 2011 г.). Площта му е 85,64 кв. км. Кмет към 2011 г. му е Кошичи Фуджиширо. Намира се в часова зона UTC+9.

## Побратимени градове
- Оденсе, Дания
- Сиан, Китай
- Хейуърд, Калифорния, САЩ